# R-18 Love report
R-18 Love Report! es un manga shōjo de cuatro tomos de la difunta mangaka Emiko Sugi, fallecida el 10 de febrero de 2007, con 47 años de edad, debido a un cáncer de estómago. En enero del mismo año, la Editorial Ivrea comenzó a publicar su obra en España. 
Este shōjo es de temática más adulta, distinta a las que la autora solía escribir; sin embargo, no entra en la categoría de shojo erótico ni de Ecchi.

## Argumento
La protagonista es una chica llamada Riko Mitsumi, de dieciséis años de edad, que vive sola con su tía Honami ya que sus padres residen en Inglaterra, donde trabajan. Guapa y aplicada en sus estudios, Riko sería una chica completamente normal si no fuera porque por las noches sueña continuamente con sexo y que en cuanto se distrae un instante se pone a fantasear sobre el mismo tema, haciendo que le sangre la nariz con facilidad. 
Riko siempre ha soñado con ser escritora, y un día su tía, redactora de la famosa revista Cheeky, le da la oportunidad para ello: el equipo de redacción está preparando una columna de relatos eróticos para adolescentes, pero el escritor encargado para ello les ha fallado, de modo que tía Honami le ofrece a Riko ser la autora de dicha columna, lo que ella acepta de inmediato. Sin embargo, Riko todavía es virgen, y por lo tanto no tiene ninguna experiencia en el campo del sexo, por lo que para poder escribir debe inspirarse en sus fantasías, sueños eróticos y en revistas y películas pornográficas. Evidentemente, todo ello le pasa factura y provoca que le ocurra lo anteriormente mencionado.
La columna, titulada R-18 Love Report! y firmada por ella con el seudónimo de "R", pronto se hace muy popular entre los adolescentes, incluidas las amigas gemelas de Riko, Mana y Kana. Sin embargo, Riko no puede revelar su identidad como la redactora de dicha columna, no solo por la vergüenza y por el hecho de ser menor de edad, sino también porque si se supiera sería inmediatamente expulsada de su instituto, pues las reglas de su instituto prohíben a sus alumnas tener un trabajo a tiempo parcial.
Un día, mientras escribe en su teléfono móvil un borrador del próximo relato de su columna, Riko entra en el aula de Arte de su instituto para admirar la estatua del David de Miguel Ángel y se queda sorprendida al encontrar un chico muy atractivo, desnudo y arropado con una sábana, durmiendo en el suelo. Al ser el suyo un instituto exclusivamente femenino, Riko se asusta ante su presencia, pero el miedo pronto deja paso a la curiosidad, y trata de destapar al chico, cuyo nombre es Minato Kaburagi, para ver su cuerpo. Justo entonces él despierta, y al verla tratando de quitarle la sábana forcejea con ella. A Riko se le cae el móvil al suelo, y Minato lo recoge y lee el borrador sin que ella pueda evitarlo. Así, él descubre que ella es "R", y comienza a chantajearla: si Riko no quiere que Minato revele su identidad, deberá pagarle un millón de yenes o acostarse con él.

## Personajes
- Riko Mitsumi. La protagonista de la historia, una chica de dieciséis años muy tímida que escribe relatos de alto contenido erótico en la columna "R-18 Love Report!" de la revista Cheeky bajo el pseudónimo de "R". En numerosas ocasiones se ve obligada a disfrazarse como "R" y a vestirse y actuar de forma provocativa.
- Minato Kaburagi. Un joven alto y atractivo que ejerce numerosos oficios, como joven de compañía o incluso gigoló para ambos sexos, pues considera que el dinero revela la verdadera personalidad de la gente. Cuando descubre que Riko es "R", le roba el móvil donde guarda sus borradores y la chantajea con revelar su identidad si no le paga un millón de yenes o se acuesta con él. Durante los dos primeros tomos de la historia dice numerosas frases célebres de autores como Platón, Lord Byron, Antoine de Saint-Exupéry, etc.
- Sei Shiome. Un joven modelo de diecisiete años que trabaja para la revista Cheeky. Se siente muy incómodo tratando con mujeres, por lo que siempre que inicia una relación amorosa intenta fingir ser feliz y termina por hacer que sus novias lo abandonen. Se enamora de "R" sin saber que Riko y ella son la misma persona.
- Eiko "A-Ko". Una chica de dieciséis años que lleva el pelo muy corto y varios pendientes en las orejas. Escribe relatos eróticos que luego publica en su propia página web, "La chica A-Ko". A diferencia de Riko, que escribe relatos de gran explicitud y sin embargo es virgen, Eiko hace historias más sutiles y es una experta en el campo del sexo, capaz de tener relaciones sexuales con cuatro hombres seguidos sin cansarse. Fue la primera novia de Minato, y ambos perdieron la virginidad juntos.
- Mana. Una chica de dieciséis años, de pelo corto y negro, hermana gemela de Kana. Tiene la costumbre de replicar a su hermana con frases como "¿Verdad, Kana?" cuando ambas hablan a la vez o con otra persona. Se diferencia de su hermana en que tiene un lunar junto al ojo derecho.
- Kana. Una chica de dieciséis años, de pelo corto y negro, hermana gemela de Mana. Tiene la costumbre de replicar a su hermana con frases como "¿Verdad, Mana?" cuando ambas hablan a la vez o con otra persona. Se diferencia de su hermana en que tiene un lunar junto al ojo izquierdo.
- Honami Mitsumi. La tía de Riko, una mujer divorciada de veintiocho años que lleva gafas y el pelo recogido en un moño. Alegre y optimista, adora a su sobrina y no duda en ofrecerle la oportunidad de convertirse en escritora mediante la publicación de la nueva columna de la revista Cheeky, en la que ella trabaja como redactora.
- Hajime Isogai. El tutor, representante y editor de Minato, un hombre de unos cuarenta años, de pelo negro y con gafas. Siempre se preocupa de que Minato no se meta en problemas y de que no descuide sus estudios, por lo que éste siempre lo llama "idiota".